# Abraham Chayyim Freimann
Alfred (właśc. Abraham Chayyim) Freimann (ur. 3 grudnia 1889 w Holešovie na Morawach, zm. 13 kwietnia 1948 w Jerozolimie) – doktor prawa, histork, wykładowca Uniwersytetu Hebrajskiego w Jerozolimie. Zamordowany w masakrze konwoju medycznego Hadassa podczas wojny domowej w Mandacie Palestyny w 1948 roku.

## Życiorys

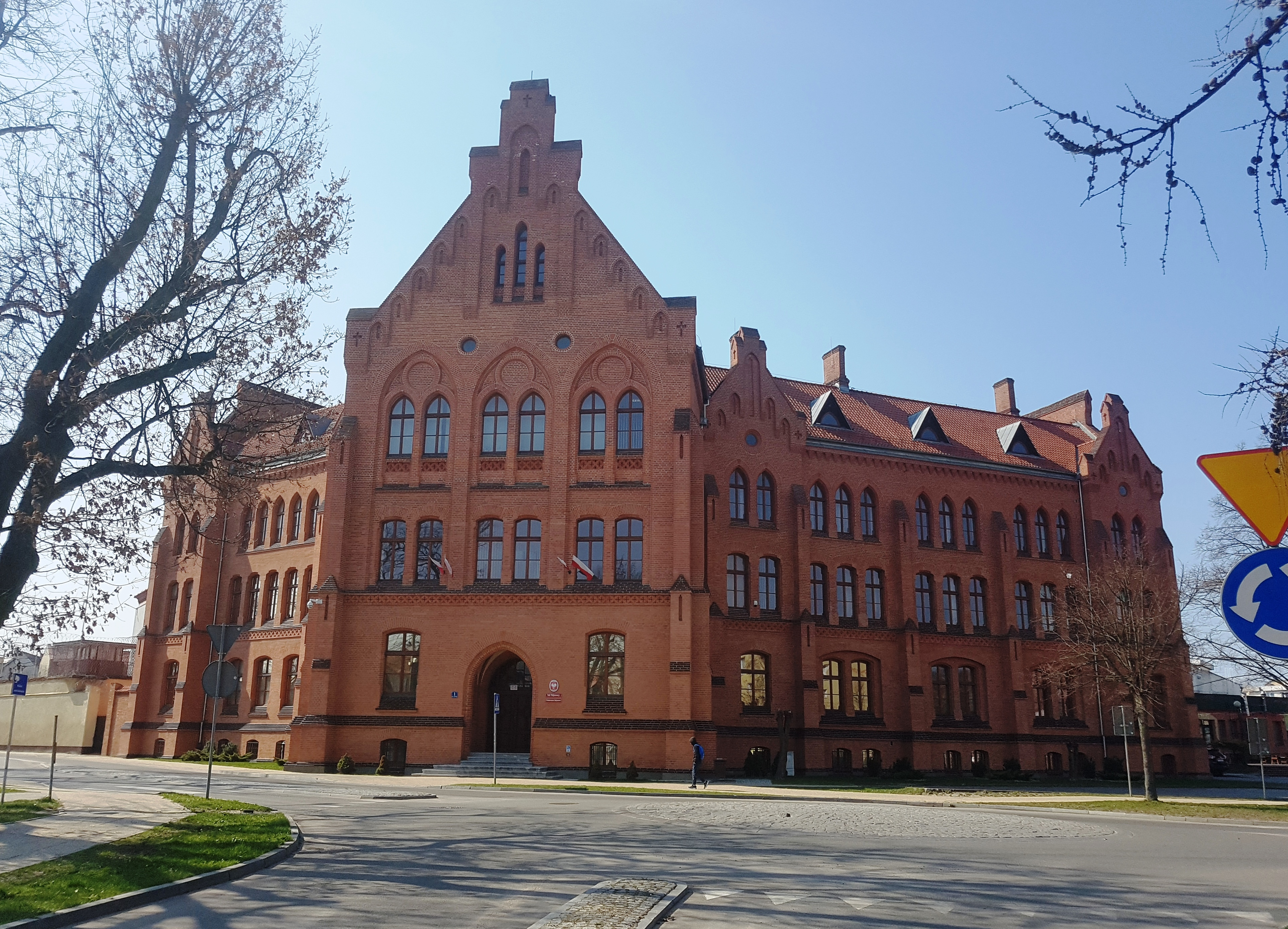
W latach 1928–1933 sędzia sądu w Braniewie

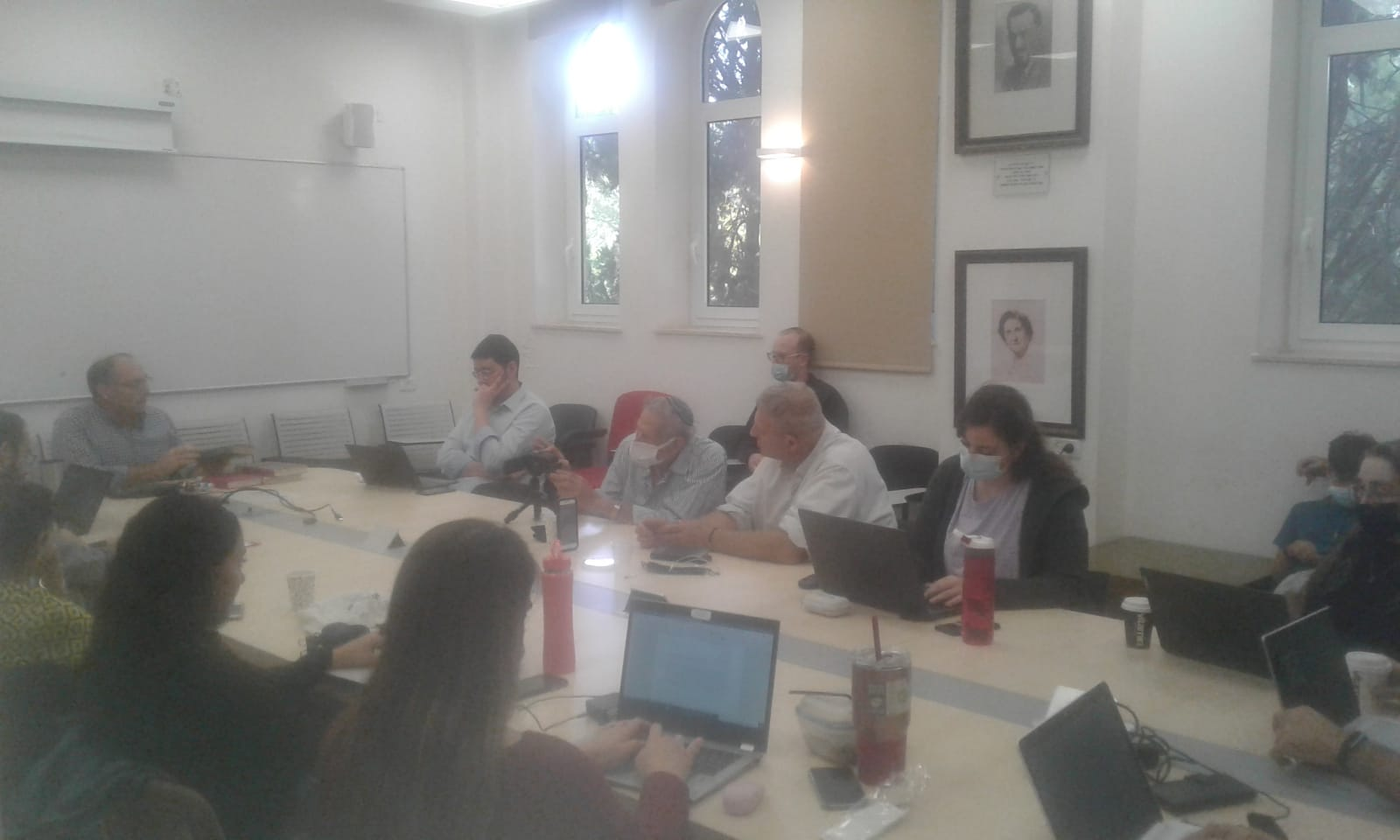
Jerozolima, wykład w sali poświęconej Freimannowi, na ścianie portrety jego i jego żony

Urodził się w Holešovie na Morawach w Austrii, jako syn rabina Jacoba Freimana, pochodzącego ze słynnej rodziny rabinackiej. Jego dziadek, rabin Israel Meir Freimann był rabinem w różnych miejscowościach. Jego wujek, brat jego matki, Aron Freiman, był jednym z największych bibliografów hebrajskich. Jego ojciec, rabin Yaakov Freiman, był wybitnym uczonym literatury rabinicznej i pełnił funkcję rabina w Holešovie, Poznaniu i Berlinie.
Alfred Freiman, mając zaledwie 18 lat, opublikował swoją pierwszą pracę na temat Ashera ben Jehiela. Dwa lata później opublikował studium na temat synów Rosza, a w szczególności rabina Judy (Jehuda ben Ascher). Pracę tę wykonał podczas studiów prawniczych na Uniwersytecie w Marburgu. Ukończył studia ze stopniem doktora prawa w 1923 i w tym samym roku został urzędnikiem (Stadtrat) w Królewcu. Następnie, w latach 1928–1933 mieszkał w Braniewie przy Langgasse 57 i sprawował funkcję sądziego sądu rejonowego. Z tego stanowiska został zwolniony w 1933 wraz z przejęciem władzy przez narodowych socjalistów (machtergreifung) i uchwaleniem ustawy o urzędnikach państwowych (Gesetz zur Wiederherstellung des Berufsbeamtentums). Prawo to miało za zadanie eliminację ze służb cywilnych państwa osób nienależących do czystej rasy niemieckiej („rasy panów”) oraz osób niewyznających ideologii narodowego socjalizmu.
W tym samym roku wyemigrował do Palestyny i rozpoczął pracę w firmie jako doradca prawny. W 1943/1944 został mianowany wykładowcą prawa hebrajskiego na Uniwersytecie Hebrajskim i awansował na stanowisko wykładowcy. W 1947 roku zaproponowano mu poważne stanowisko w Bibliotece Narodowej, ale odmówił, prosząc o zapewnienie sobie wystarczającej ilości czasu na badania. W 1947 roku został mianowany szefem komitetu doradczego ds. prawa żydowskiego dotyczącego statusu osobistego w proponowanym państwie Izrael.
13 kwietnia 1948 został zamordowany przez Arabów (masakra konwoju medycznego Hadassa), którzy zaatakowali konwój wiozący pracowników uniwersytetu na Górę Skopus, zabijając łącznie 79 osób.

### Życie prywatne
W czerwcu 1928 Alfred Freimann wstąpił w związek małżeński z Nelly Basch (ur. 1904), córką zegarmistrza pochodzącego z Akwizgranu. W 1930 urodziła się im córka Ruth, w 1945 syn Daniel. Małżeństwo miało również dzieci Jacoba i Reginę. Wdowa Nelly mieszkała do śmierci w 1984 w Jerozolimie przy 42 Ussichkin Street.